# Natham
Natham es una ciudad y nagar Panchayat situada en el distrito de Dindigul en el estado de Tamil Nadu (India). Su población es de 23660 habitantes (2011). Se encuentra a 35 km de Dindigul y a 40 km de Madurai.

## Demografía
Según el censo de 2011 la población de Natham era de 23660 habitantes, de los cuales 11773 eran hombres y 11887 eran mujeres. Natham tiene una tasa media de alfabetización del 81,52%, superior a la media estatal del 80,09%: la alfabetización masculina es del 87,73%, y la alfabetización femenina del 75,38%.